# Tomasz Kowalczyk (siatkarz)
Tomasz Kowalczyk (ur. 15 marca 1976) – polski siatkarz grający na pozycji środkowego.
Przez większość kariery związany był z drużyną AZS-u Olsztyn, w barwach której zbierał swoje pierwsze siatkarskie doświadczenia i w której zakończył również swoją sportową karierę. W międzyczasie przez cztery sezony występował w AZS Politechnice Warszawskiej.
Po przejściu na sportową emeryturę postanowił spróbować swoich sił jako dziennikarz sportowy.